# Любен Бояджиев (художник)
Вижте пояснителната страница за други личности с името Любен Бояджиев.
Любен Стоименов Бояджиев е български художник и учител, работещ в жанра на пейзажа.

## Биография
Роден е на 28 октомври 1914 г. в Босилеград, тогава в пределите на Царство България. През 1924 г. семейството му се преселва в Кюстендил. Основно образование получава в Кюстендил и с. Трекляно, Кюстендилско. Завършва Кюстендилската смесена гимназия (1934). Учи в Художествената академия специалност живопис при проф. Никола Ганушев и проф. Борис Митов (1934 – 1940).
Работи като учител последователно в Разлог, Петрич, Трекляно, Кюстендил и София. В продължение на 10 години е инспектор по рисуване в Министерството на народната просвета, 15 години е старши преподавател и завеждащ катедра в Института за детски и начални учители.
Умира през 2003 г.

## Творчество
Изявява се в областта на живописта, предимно пейзажния жанр.
През периода 1936 – 1984 г. организира 15 самостоятелни изложби в Петрич, София, Благоевград, Кърджали, Кюстендил (1974 и 1984, юбилейна), участва в редица общи национални и представителни изложби в Германия, Холандия, Италия, Швейцария, Франция, Япония и др. Негови картини се намират в Националната художествена галерия, София (10), Софийската градска художествена галерия, Художествената галерия „Владимир Димитров – Майстора“ в Кюстендил (15), художествените галерии в Благоевград, Кърджали, Габрово и в чужбина.